# Cruseilles
Cruseilles település Franciaországban, Haute-Savoie megyében. Lakosainak száma 5058 fő (2022. január 1.). Cruseilles Allonzier-la-Caille, Cercier, Copponex, Groisy, Présilly, Saint-Blaise, Villy-le-Bouveret, Villy-le-Pelloux és Vovray-en-Bornes községekkel határos.

## Népesség
A település népességének változása:
| Lakosok száma | 4228 | 4326 | 4631 | 4431 | 4496 | 4502 | 4665 | 4723 | 5058 |
|               | 2013 | 2015 | 2016 | 2017 | 2018 | 2019 | 2020 | 2021 | 2022 |